# Café Bleu
Albums de The Style Council
Introducing The Style Council
(1983) Our Favourite Shop
(1985)
Café Bleu est le premier album studio du groupe britannique The Style Council, sorti en 1984. 

## L'album
Il atteint la 5e place des charts britanniques et fait partie des 1001 Albums You Must Hear Before You Die.
Une édition légèrement différente a été publiée aux États-Unis sous le titre My Ever Changing Moods.

### Titres
Toutes les chansons sont écrites et composées par Paul Weller, sauf indication contraire.
| 1. | Mick's Blessings                 | Mick Talbot              | 1:15 |
| 2. | The Whole Point of No Return     |                          | 2:40 |
| 3. | Me Ship Came In!                 |                          | 3:06 |
| 4. | Blue Café                        |                          | 2:15 |
| 5. | The Paris Match                  |                          | 4:25 |
| 6. | My Ever Changing Moods           |                          | 3:37 |
| 7. | Dropping Bombs on the Whitehouse | Paul Weller, Mick Talbot | 3:15 |

| 8.  | A Gospel                 |                          | 4:44 |
| 9.  | Strength of Your Nature  |                          | 4:20 |
| 10. | You're the Best Thing    |                          | 5:40 |
| 11. | Here's One That Got Away |                          | 2:35 |
| 12. | Headstart for Happiness  |                          | 3:20 |
| 13. | Council Meetin           | Paul Weller, Mick Talbot | 2:29 |

### Musiciens
- Paul Weller : guitare, chant
- Ben Watt : guitare
- Chris Bostock : contrebasse
- Bobby Valentino : violon
- Mick Talbot : claviers, piano, orgue Hammond
- Hilary Seabrook : saxophone
- Billy Chapman : saxophone
- Barbara Snow : trompette
- Steve White : batterie
- Tracey Thorn : chant
- Dizzy Hites : rap
- Dee C. Lee : chant